# أندريه لينز
أندريه لينز (بالألمانية: André Lenz) (مواليد 19 نوفمبر 1973 في مولهايم - ألمانيا الغربية) لاعب كرة قدم ألماني يلعب حاليا لصالح نادي الدرجة الأولى فولفسبورغ الألماني منذ 2004 في مركز حارس مرمى .

## وصلات خارجية
- أندريه لينز على موقع قاعدة بيانات كرة القدم.إي يو (الإنجليزية)
- أندريه لينز على موقع بيانات كرة القدم. دي إي (الألمانية)
- أندريه لينز على موقع عالم كرة القدم.نت (الإنجليزية)